# Damien Touzé
Damien Touzé (Iville, 7 juli 1996) is een Frans wielrenner die anno 2025 rijdt voor Cofidis.

## Carrière
In 2013 werd Touzé vierde in de juniorenversie van Parijs-Roubaix. Later dat jaar werd hij ook vierde in de wegwedstrijd op het Europese kampioenschap. Op de baan werd hij nationaal kampioen ploegenachtervolging (met Lucas Destang, Florian Leroyer en Jordan Levasseur) en ploegkoers (met Destang). In 2014 werd Touzé vijfde in de Hel van het Noorden voor junioren en won hij een etappe in de Ronde van Abitibi.
In 2016 werd Touzé, tijdens een stageperiode bij HP BTP-Auber 93, zeventiende in de Ronde van de Vendée. In 2017 werd hij onder meer achtste in La Roue Tourangelle, Parijs-Camembert, de GP Denain en de Tro Bro Léon, negende in de Grote Prijs van de Somme en tiende op het nationale kampioenschap op de weg. In maart 2018 sprintte hij, achter Adrien Petit en Lorrenzo Manzin, naar de derde plek in Parijs-Troyes. Later dat jaar won hij etappes in de Ronde de l'Oise, de Kreiz Breizh Elites (waar hij ook het eind-, punten- en jongerenklassement won) en de Ronde van de Toekomst. In die laatste wedstrijd schreef hij ook het puntenklassement op zijn naam, met een voorsprong van zes punten op de Duitser Max Kanter.
In 2019 werd Touzé prof bij Cofidis, Solutions Crédits. In zijn eerste profseizoen nam hij onder meer deel aan Parijs-Roubaix en de Ronde van Spanje.

## Baanwielrennen

### Palmares
| Jaar     | FK                                | EK       | WK       | Overig   |
| Junioren | Junioren                          | Junioren | Junioren | Junioren |
| -------- | --------------------------------- | -------- | -------- | -------- |
| 2013     | Ploegenachtervolging, Ploegkoers  |          |          |          |
| 2014     | Ploegenachtervolging, Puntenkoers |          |          |          |

## Wegwielrennen

### Overwinningen
2014
4e etappe Ronde van Abitibi
2018
2e etappe Ronde de l'Oise
1e etappe Kreiz Breizh Elites
Eind-, punten- en jongerenklassement Kreiz Breizh Elites
3e etappe Ronde van de Toekomst
Puntenklassement Ronde van de Toekomst

### Resultaten in voornaamste wedstrijden
| Jaar | Ronde van Italië | Ronde van Frankrijk | Ronde van Spanje |
| ---- | ---------------- | ------------------- | ---------------- |
| 2017 |                  |                     |                  |
| 2018 |                  |                     |                  |
| 2019 |                  |                     | 108e             |
| 2020 |                  |                     |                  |
| 2021 |                  |                     | 79e              |
| 2022 |                  |                     |                  |
| 2023 |                  |                     | opgave           |
| 2024 | 69e              |                     |                  |
| 2025 |                  | 94e                 |                  |

| Jaar | Milaan-San Remo | Gent-Wevelgem | Ronde van Vlaanderen | Parijs-Roubaix | Amstel Gold Race | Parijs-Tours |
| ---- | --------------- | ------------- | -------------------- | -------------- | ---------------- | ------------ |
| 2017 |                 |               |                      |                |                  | 35e          |
| 2018 |                 |               |                      |                |                  | 15e          |
| 2019 |                 | 48e           | 106e                 | 48e            |                  | opgave       |
| 2020 |                 | 40e           | 63e                  |                |                  |              |
| 2021 |                 | opgave        | 53e                  | opgave         |                  |              |
| 2022 |                 | 66e           | 77e                  | opgave         |                  |              |
| 2023 |                 | opgave        | 91e                  | 107e           |                  |              |
| 2024 |                 |               | 52e                  | 99e            | 92e              | 100e         |
| 2025 | 164e            |               | 60e                  | 41e            | 67e              |              |

## Ploegen
- 2016 –  HP BTP-Auber 93 (stagiair vanaf 27-7)
- 2017 –  HP BTP-Auber 93
- 2018 –  St Michel-Auber 93
- 2019 –  Cofidis, Solutions Crédits
- 2020 –  Cofidis
- 2021 –  AG2R-Citroën
- 2022 –  AG2R-Citroën
- 2023 –  AG2R-Citroën
- 2024 –  Decathlon AG2R La Mondiale
- 2025 –  Cofidis

Bihel · Dassonville · Feillu · Gouault · Guay · Jakin · Levarlet · Maldonado · Menut · Renault · Vimpère · Touzé (stagiair)
Baldo · Feillu · Jakin · Le Cunff · Levarlet · Maldonado · Maurelet · Paillot · Thominet · Touzé
Atapuma · Berhane · N. Bouhanni · R. Bouhanni · Chetout · Claeys · Edet · Fortin · Hansen · Jesús Herrada · José Herrada · Hofstetter · Lafay · Laporte · Le Turnier · Lemoine · Maté · Mathis · Morin · Perez · Périchon · Rossetto · Simon · Soupe · Touzé · Van Lerberghe · Vanbilsen · Waeytens · Finé (stagiair) · Leyder (stagiair) · Viviani (stagiair)
Allegaert · Barceló · Berhane · Claeys · Consonni · Edet · Finé · Haas · Hansen · Jesús Herrada · José Herrada · Lafay · Laporte · Le Turnier · Lemoine · Martin · Maté · Mathis · Morin · Perez · Périchon · Rossetto · Sabatini · Touzé · Vanbilsen · Vermote · A. Viviani · E. Viviani  · Prodhomme (stagiair) · Zanoncello (stagiair)
Bidard · Bouchard · Calmejane · Champoussin · Cherel · Cosnefroy · Dewulf · Duval · Franktot en met 20 juni · Gallopin · Gastauer · Godon · Gougeard · Hänninen ·  Jullien · Jungels · L. Naesen · O. Naesen · O'Connor · Paret-Peintre · Peters · Prodhomme · Sarreau · Schär · Touzé · Van Avermaet · Van Hoecke · Vendrame · Venturini · Warbasse · Delphis (stagiair) · Lapeira (stagiair) · Retailleau (stagiair)
Berthet · Bouchard · Calmejane · Champoussin · Cherel · Cosnefroy · Dewulf · Gall · Godon · Hänninen ·  Jullien · Jungels · Lapeira · L. Naesen · O. Naesen · O'Connor · A. Paret-Peintre · V. Paret-Peintre · Peters · Prodhomme · Raugel · Retailleau (vanaf 1/8) · Sarreau · Schär · Touzé · Van Avermaet · Van Hoecke · Vendrame · Venturini · Warbasse · Delphis (stagiair) · Gautherat (stagiair) · Tronchon (stagiair)
Baudin · Berthet · Bonnamour · Bouchard · Cherel · Cosnefroy · Dewulf · Gall · Gautherat · Godon · Hänninen · Labrosse (Vanaf 1/8) ·  Lapeira · L. Naesen · O. Naesen · O'Connor · A. Paret-Peintre · V. Paret-Peintre · Peters · Prodhomme · Raugel · Retailleau · Sarreau · Schär · Touzé · Tronchon · Van Avermaet · Vendrame · Venturini · Warbasse · Chaussinand (stagiair) · Veistroffer (stagiair) · Verschuren (stagiair)
Armirail · Baudin · Bennett · Berthet · Boasson Hagen · Bonnamour (tot 25/3) · Bouchard · Cosnefroy · De Bondt · De Pestel · Dewulf · Gall · Gautherat · Godon · Hänninen · Labrosse · Lafay ·  Lapeira · Naesen · O'Connor · A. Paret-Peintre · V. Paret-Peintre · Peters · Pollefliet · Prodhomme · Retailleau · Touzé · Tronchon · Vendrame · Warbasse
Allegaert · Aniołkowski · Aranburu · Buchmann · Carr · Coquard · De Gendt · Debeaumarché · Ferron · Finé · Fretin · Herrada · Izagirre · Izquierdo · Knight · Lastra · Maas · Mahoudo · Maisonobe · Moniquet · Oldani · Ourselin · Perez · Renard · Robeet · Samitier · Teuns · Thomas · Toumire · Touzé